# 反应条件
即发生某反应所需要达到的条件要求。

## 化学反应中的反应条件
- 在化学反应中，使化学反应能够进行所必须需要的条件或加快反应速率的条件，即是反应条件。
- 在书面表达反应条件时，通常是在文字表达式或符号表达式中反应物、生成物之间的箭头（→）上方（或下方）注明，或者在化学方程式反应物、生成物之间的等号（=）上方（或下方）注明。比如：

{\displaystyle {\rm {2H_{2}O_{2}{\xrightarrow {MnO_{2}}}O_{2}\uparrow +2H_{2}O}}}

### 常见的反应条件
- 加热，通常表示为Δ；
- 高温；
- 通电（electrolysis）；
- 催化剂，比如MnO2